# 土方美雄
土方美雄（ひじかた よしお、1951年- ）は、日本の文筆家。ラテンアメリカ研究家。

## 来歴
神奈川県生まれ。東洋大学文学部史学科卒。漫画原作者、フリーライター等を経て、業界紙の編集に従事しつつ、年に数回、東南アジアや中米への旅に出掛ける。
1981年靖国問題研究会の結成に参加。古代アメリカ研究会会員。

## 著書
- 『靖国神社国家神道は甦るか!』天皇制論叢 社会評論社 1985
- 『アンコールへの長い道』新評論 1999
- 『マヤ終焉 メソアメリカを歩く』新評論　1999
- 『北のベトナム、南のチャンパ ベトナム・遠い過去への旅』新評論 2001
- 『マヤ/アステカ ミステリー&ファンタジーツアー』新紀元社 2004
- 『マヤ・アステカの神々』新紀元社 2005
- 『アンコールに惹かれて 国境を越える旅人』社会評論社 2010
- 『エル・ミラドールへ、そのさらに彼方へ メソアメリカ遺跡紀行』社会評論社 2014

### 共編著
- 『京セラその光と影 稲盛イズムの秘密』編著 れんが書房新社 1988
- 『検証国家儀礼 1945～1990』野毛一起,戸村政博共著 作品社 1990
- 『メキシコ/マヤ&アステカ』辻丸純一 構成・写真 雷鳥社 写真でわかる謎への旅　2001